# Usken
Usken är en sjö i Lindesbergs kommun i Västmanland och ingår i Norrströms huvudavrinningsområde. Sjön är 30,2 meter djup, har en yta på 7,24 kvadratkilometer och befinner sig 104 meter över havet. Sjön avvattnas av vattendraget Brattforsbäcken.
Sjön avvattnas åt söder till Fåsjön för att så småningom via Arbogaån rinna ut i Mälaren. I sjön sträcker sig från väster den stora halvön Grönvålsön.
Norr om sjön ligger Uskaboda och där passerar Bergslagsleden. Runt sjön och på halvön ligger gamla gruvhål och flera hyttor har legat här. Öskeviks hytta var den sista som lades ner på 1920-talet.
I sydost ligger Uskavi med stugby och camping, samt Uskavigården, en konferens-, läger- och kursgård.
Söderut ligger Siggebohyttan med dess bergsmansgård som klassas som riksintresse för kulturmiljövården.

## Delavrinningsområde
Usken ingår i delavrinningsområde (661436-145591) som SMHI kallar för Utloppet av Usken. Medelhöjden är 162 meter över havet och ytan är 47,35 kvadratkilometer. Räknas de 3 avrinningsområdena uppströms in blir den ackumulerade arean 72,13 kvadratkilometer. Brattforsbäcken som avvattnar avrinningsområdet har biflödesordning 4, vilket innebär att vattnet flödar genom totalt 4 vattendrag innan det når havet efter 231 kilometer. Avrinningsområdet består mestadels av skog (68 procent). Avrinningsområdet har 7,29 kvadratkilometer vattenytor vilket ger det en sjöprocent på 15,4 procent.